# Protection de la nature et des animaux sous le Troisième Reich

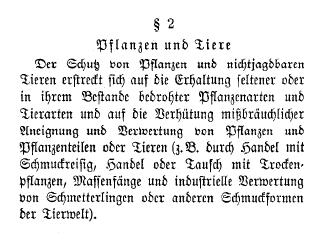
Deuxième paragraphe de la loi de protection de la nature de 1935.

La protection de la nature et des animaux sous le Troisième Reich concerne les politiques environnementales mises en place en Allemagne, de 1933 à 1945. Elle commence dès 1933 avec l'uniformisation des organisations de protection de l'environnement, ainsi que par des lois promulguées en 1933 et en 1935 (de) (Reichsnaturschutzgesetz, RNG). Dès 1936, ces domaines sont mis sous la tutelle de l'Office des forêts du Reich, dirigé par Hermann Göring.

## Protection de la nature et des animaux sous le Troisième Reich
L'Allemagne nazie a promulgué d'importantes législations relatives aux droits des animaux et à la protection de la nature, avec notamment la loi sur l'abattage des animaux du 21 avril 1933, la loi fondamentale de protection des animaux du 24 novembre 1933 (avec les décrets d'application qui suivent, notamment le cinquième, daté du 11 août 1938 sur la protection des animaux qui concerne le statut de la Société fédérale pour la protection des animaux), la loi entravant la chasse datée du 19 juillet 1934 (Reichsjagdgesetz) et sur la protection de la nature du 1er juillet 1935 (Reichsnaturschutzgesetz). La protection de l'animal serait cohérente avec l'inspiration « völkisch et romantique » de l'idéologie nationale-socialiste. Ces textes sont réédités en 1939, la préface indiquant : « Depuis l'accession au pouvoir du national-socialisme, la législation sur la protection des animaux s'est efforcée de mettre en pratique cette injonction de notre Führer ».
La loi du 24 novembre 1933 promulguée par le Reich est en fait le résultat de longues concertations initiées en 1927 sous la direction du juriste Fritz Korn, sous le gouvernement de la République de Weimar,
L'originalité de ces lois, ce qui n'échappe pas aux rédacteurs des décrets d'application, « tient totalement au fait que, pour la première fois dans l'histoire, l'animal est protégé en tant qu'être naturel, pour lui-même et par rapport aux hommes » ; « le peuple allemand possède depuis toujours un grand amour pour les animaux et il a toujours été conscient des obligations éthiques élevées que nous avons envers eux. Et pourtant, c'est seulement grâce à la direction national-socialiste que le souhait, partagé par de larges cercles, d'une amélioration des dispositions juridiques touchant la protection des animaux, que le souhait de la promulgation d'une loi spécifique qui reconnaîtrait le droit que possèdent les animaux en tant que tels à être protégés pour eux-mêmes (um ihrer selbst willen) a été réalisé dans les faits ».
Ainsi, en comparaison avec la loi française, l'accent n'est pas anthropocentrique : ce que la loi Grammont de 1850 interdit, c'est l'exhibition publique de la cruauté contre les animaux domestiques parce qu'« il est dangereux de laisser le peuple s'habituer à de tels spectacles ». Auparavant dans l'histoire occidentale, seule la loi belge du 22 mars 1929 déroge à cette règle. Giese et Kahler notent que les textes juridiques n'ont pas pour vocation de protéger la sensibilité humaine mais « que l'animal doit être protégé en tant que tel (fwegen seiner selbst) ». De plus, la loi protège les animaux, qu'ils soient domestiques ou non : « Par animal, au sens où l'entend la présente loi, on comprendra donc tous les êtres vivants désignés comme tels par le langage courant comme par les sciences de la nature. Du point de vue pénal, on ne fera donc aucune différence, ni entre les animaux domestiques et d'autres types d'animaux, ni entre des animaux inférieurs et supérieurs, ou encore entre des animaux utiles et nuisibles pour l'homme ».
Un chapitre entier est « consacré à la "barbarie juive" qui préside à l'abattage rituel, désormais rigoureusement prohibé ». Parmi les mesures prises, le gavage des oies et la vivisection des animaux sans anesthésie sont interdites, ainsi que le fait de couper sans anesthésie les oreilles ou la queue de chiens âgés de plus de deux semaines (§2 nr. 7 du Code pénal de l'Empire allemand) et d'ébouillanter les homards. On précise également les conditions de transport du bétail en train.
L'article § 40 de la Reichsjagdgesetz indique cependant qu'il est possible dans la zone de chasse de tuer les chats, s’ils se trouvaient à plus de 200 mètres de la maison habitée la plus proche et les chiens hors du contrôle de leur maître, exception faite des chiens de travail. L'effort de guerre nécessitant une économie de nourriture, il est indispensable de limiter la population animale domestique. Hitler se refusant à généraliser cette interdiction, elle ne concernera donc que les Juifs.
Si le texte complet se montre plutôt novateur, l'effort de guerre reste prioritaire et ne permet pas de supprimer complètement toutes ces pratiques. L'interdiction totale de la vivisection initialement promulguée se voit assouplie afin de soutenir la compétitivité de la recherche scientifique. Elle est alors autorisée sous réserve qu'elle soit indispensable (les recherches se reportant alors principalement sur les prisonniers des camps). L'interdiction de l'abattage rituel ne concerne pas les musulmans, trop utiles sur les fronts en Europe de l'Est et on estime à 3 millions le nombre d'équidés utilisés pendant la guerre [archives fédérales allemandes].  
Parmi les dignitaires nazis, les opinions concernant la protection de la nature et des animaux divergeaient. Si Hermann Göring vit dans un cadre champêtre, dans sa villa de Carinhall, il pratique la chasse. Néanmoins, Adolf Hitler était végétarien au moins depuis 1932, et Heinrich Himmler désapprouvait la pratique de la chasse : « Comment pouvez-vous prendre plaisir à tirer par surprise sur les pauvres bêtes innocentes et sans défense qui broutent paisiblement à l'orée de la forêt ? À bien y regarder, c'est de l'assassinat pur et simple… La nature est si magnifique, et, après tout, chaque bête a le droit de vivre. C'est précisément cette façon de voir que j’admire chez nos ancêtres. […] Ce respect de l'animal se retrouve chez tous les peuples indo-germaniques. J'ai récemment entendu dire, et cela m'a intéressé au plus haut point, qu'aujourd'hui encore, lorsqu'ils traversent la forêt la nuit, les moines bouddhistes agitent une clochette pour faire s'écarter de leur chemin les bêtes qu'ils risqueraient d'écraser. Alors que chez nous on marche sur les limaces, on écrase les vers… ».
En 1945, la journaliste Sigrid Schultz (en) découvre dans la villa de Himmler un album, aujourd'hui détenu par la Wisconsin Historical Society. Celui-ci nous apprend, photos à l'appui, que les lapins angoras élevés dans des camps de concentration étaient plus choyés que les humains. Schultz explique que « dans les mêmes lieux où 800 êtres humains allaient être entassés dans des baraquements à peine convenables pour 200, les lapins vivaient dans le luxe de leurs élégants clapiers. À Buchenwald, où des centaines de milliers d’humains mouraient de faim, des lapins jouissaient de repas préparés avec un zèle scientifique. Les mêmes SS qui fouettaient, torturaient et tuaient des prisonniers mettaient un point d’honneur à ce que les lapins soient élevés avec prévenance et délicatesse ».

## Critiques de ces thèses et rôle de la propagande
Selon l'essayiste français Luc Ferry, l'Allemagne nazie « promulgua les plus importantes législations qui soient à l'époque touchant la protection de la nature et des animaux ».
Pour l'historienne de l’art et des mentalités, Élisabeth Hardouin-Fugier, cette protection de l'animal aurait été essentiellement un outil de propagande pour le régime, les conceptions de bien-être animal étant selon elle inconcevables pour les idéologues fascistes : « Un simple coup d’œil sur la liste des  "nuisibles" chassables en toutes circonstances ou sur les "plus basses espèces" à privilégier dans l’expérimentation animale, suffit à démentir la prétendue égalité nazie de tous les animaux ». Selon elle, Luc Ferry recycle la propagande nazie[réf. nécessaire], car le régime fut aussi cruel avec les animaux qu'avec les hommes, malgré des prétentions « politiquement correctes » de type publicitaire qui ne correspondent pas aux réalités juridiques du IIIe Reich : l'animal a toujours été considéré « comme une chose » (als Sache gewertet).

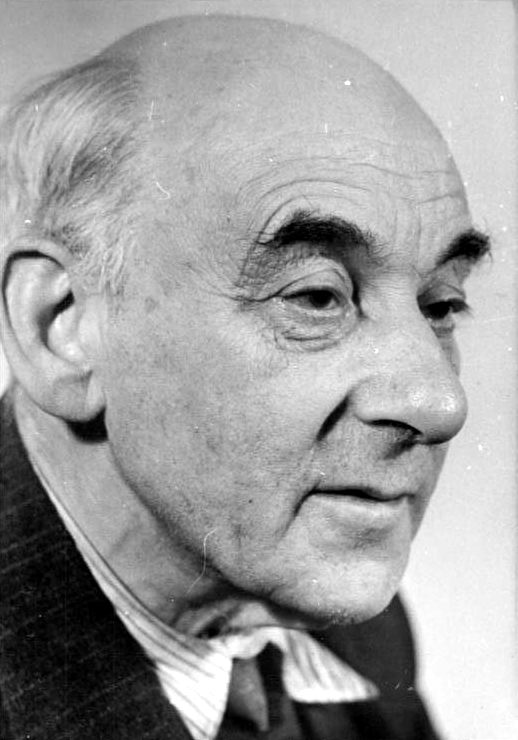
Dans son ouvrage LTI, la langue du troisième Reich, Victor Klemperer dénonça non seulement la cruauté et l'hypocrisie du régime nazi à l'égard des hommes, mais aussi celles à l'égard des animaux, le IIIe Reich massacrant les « sous-hommes » et leurs animaux domestiques au nom de sa « justice sociale ».

D'ailleurs, dans l’Allemagne nazie, les animaux de compagnie des Juifs (déportés ou non) ont été eux aussi enlevés puis tués de manière préméditée à l'arme à feu ou à l'arme blanche. Ainsi, Victor Klemperer, Juif, cousin du célèbre chef d’orchestre, témoigne :

« Je n’avais plus le droit de verser à la SPA une cotisation pour les chats, parce que, à “l’Institution allemande des chats” […] il n’y avait plus de place pour les créatures […] qui vivaient chez les Juifs. Plus tard, on nous a d’ailleurs enlevé, puis tué nos animaux domestiques, chats, chiens et même canaris : loin d’être des cas isolés, des turpitudes sporadiques, il s’agissait d’une intervention officielle et systématique et c’est une des cruautés dont aucun procès de Nuremberg ne rend compte… »

— Victor Klemperer, La Langue du IIIe Reich, Paris, Albin Michel, 1996, Leipzig, 1975, p. 140.
Dans la même ligne critique, le philosophe Jacques Derrida, dans L'Animal que donc je suis, déclare :

« Dans sa belle et riche préface aux Trois traités pour les animaux de Plutarque (dans la traduction d'Amyot), Elisabeth de Fontenay ne se contente pas de rappeler, après Hannah Arendt, que Kant était "l'auteur favori de Eichmann". Contre ceux qui dénoncent, dans la remise en cause de l'axiomatique humaniste au sujet de l'animal, une "dérive déconstructionniste irresponsable", elle rappelle ceci : "Manque de chance pour ceux qui n'évoquent la Summa Injuria [allusion à une improbable zoophilie nazie et au prétendu végétarianisme hitlérien] que pour mieux se moquer de la pitié envers la souffrance anonyme et muette, il se trouve que de très grands écrivains et penseurs juifs de ce siècle auront été obsédés par la question animale : Kafka, Singer, Canetti, Horkheimer, Adorno. Ils auront, par l'insistance de son inscription dans leurs œuvres, contribué à interroger l'humanisme rationaliste et le bien-fondé de sa décision. Des victimes de catastrophes historiques ont en effet pressenti dans les animaux d'autres victimes, comparables jusqu'à un certain point à eux-mêmes et aux leurs." »

Luc Ferry répond dans le Point du 6 avril 2001  à cela que ces lois sont irréfutables, les originaux étant conservés à la bibliothèque de Tübingen. Il note ainsi : certains « préfèreraient nier l'existence même de ces grands textes législatifs plutôt que de s'interroger sur le fond du problème : pourquoi les nazis furent-ils à ce point passionnés par la pureté naturelle, sous toutes ses formes, y compris animales, qu'ils en vinrent à promouvoir de telles mesures ? ». Mais cette « pureté naturelle » correspond à l'eugénisme, appauvrissement génétique du fait de la consanguinité pour obtenir des « races » animales « pures » (zootechnie condamnée par l'antispécisme : selon ce courant de pensée, les animaux ne sont pas des objets soumis au bon vouloir des Hommes). Ainsi, à l'époque, différents textes [Lesquels ?] existent dans d'autres pays d'Europe mais en Allemagne, ils sont signés par Hitler en personne [réf. nécessaire]. Concernant la propagande « En 1934, il [Hitler] fait imprimer des cartes postales où on le voit nourrir des biches dans la forêt, avec cette touchante légende : « Le Führer, ami des animaux ». Propagande ? Bien sûr, et alors ? Ce n'est pas ici le fond de l'âme d'Adolf Hitler qui nous intéresse, mais la façon dont le dictateur répond aux attentes politique de l'Allemagne romantique et nationaliste qui l'a plébiscité et qui est, le fait n'est hélas pas douteux, infiniment plus sensible au sort des chiens ou des chats qu'à celui des Juifs ou des Tsiganes. [...] Cette frénésie législative doit à des personnalités comme Himmler ou Gœring, qui voyait dans l'animal « l'âme vivante de la campagne » (die lebendige Seele der Landschaft), tous les liens qu'elle entretient avec le naturisme, la nostalgie des origines perdues, le culte de la pureté, l'amour des forêts vierges, que défendant à l'époque de nombreuses et déjà très puissantes associations écologistes ». Le philosophe ne remet pas en cause la réalité et l'application de ces lois, mais souhaite comprendre comment, « dans une logique fondamentalement romantique, la haine la plus acharnée des hommes a pu coexister avec l'amour le plus pur du règne naturel ».
La publicité nazie concernant la protection de la nature et du gibier correspond d'ailleurs à l'image du « cochon heureux » sur les boucheries ou du chasseur « défenseur de la nature », images que combattent les antispécistes comme de la propagande et de la manipulation (ces derniers considérant que les animaux ne font pas plus partie de la nature que les humains ne le font, puisque d'après eux le terme « Animal » est lui-même sans fondement philosophique, comme l'aurait démontré le philosophe Jacques Derrida dans L'Animal que donc je suis)[réf. nécessaire]. Plutôt que d'élever les animaux à un rang supérieur à celui des objets, la politique nazie et sa propagande tendent plus à rabaisser certains humains au rang de sous-hommes, derrière même les animaux. Andrea Heubachrésume bien les choses : « Sur le plan rhétorique, l’idée est suggérée que la valorisation morale des animaux non humains ouvrirait la porte à la dévalorisation des humains. Ce lien supposé est souvent utilisé comme un argument pour ne pas inclure les animaux dans une communauté morale élargie. En lieu et place d’une analyse approfondie des liens de causalité réels, des idées figuratives telles que deux plateaux de balance sont évoquées et il est suggéré qu’il s’agirait d’un jeu à somme nulle dans lequel l’inclusion de nouveaux groupes d’individus ne serait pas possible sans l’exclusion d’autres » et nous précise que de nombreuses personnalités défendant les animaux à l'époque n'ont aucune sympathie pour le régime nazi.
Pour résumer, on peut dire que ce texte de loi est plus complexe qu'il n'y paraît. Si l'antisémitisme et la propagande ont contribué à légiférer sur les animaux, il existe tout de même un réel intérêt pour la cause animale. Cause animale qui, cela n'a pas changé, reste secondaire devant les intérêts humains. Les avancées obtenues, au moins dans le texte, restent en avance sur bien des pays, voire non égalées.

## Organisation gouvernementale
La conservation de la nature et du paysage sont placés à partir de 1936 sous la direction du ministre des Forêts Hermann Göring, aussi appelé « commissaire en chef pour la protection de la nature ». Cela fait suite à la loi sur la conservation de la nature. Afin d'assurer une coordination efficace, est aussi créé en parallèle le « Bureau du Reich pour la protection de la nature », issu de l'Agence prussienne pour la conservation de la nature. Walter Schönichen la dirige jusqu'en novembre 1938, avant de l'être par Hans Klose, un des rédacteurs de la loi. On relève les départements suivants, et leurs responsables respectifs :
- « Führung der Naturschutzarbeit », sous la direction du zoologue Lutz Heck ;
- « Gesetzgebung und Recht », sous la direction du Dr Wrede ;
- « Örtlicher Naturschutz », Lohrmann ;
- « Artenschutz », Heumann ;
- « Landschaftspflege Gruppe I », Hans Schwenkel ;
- « Landschaftspflege Gruppe II », Heinrich Wiepking-Jürgensmann.

## Écologie et transports
Le 26 juin 1935 est promulguée la loi de protection de la nature. Elle permet de réguler la construction dans certaines zones considérées comme sensibles. Elle définit la protection des plantes et des animaux non chassables et précise les agences chargées du respect de la loi (ministre des forêts).
800 réserves naturelles et 50 000 monuments naturels sont alors enregistrés en 1940 .

Le temps de guerre n'étant pas propice à l'écologie, la priorité d'Hitler est toutefois donnée au réarmement, à la lutte contre le chômage et à la qualité des transports. 3000 kilomètres d'autoroutes sont donc recensés en 1938. La construction des barrages de Hohenwarte (1936) et de celui de l’Okertal (1938) va à l'encontre de la loi de protection de la nature mais le gain économique était plus important.

## Écologie et agriculture

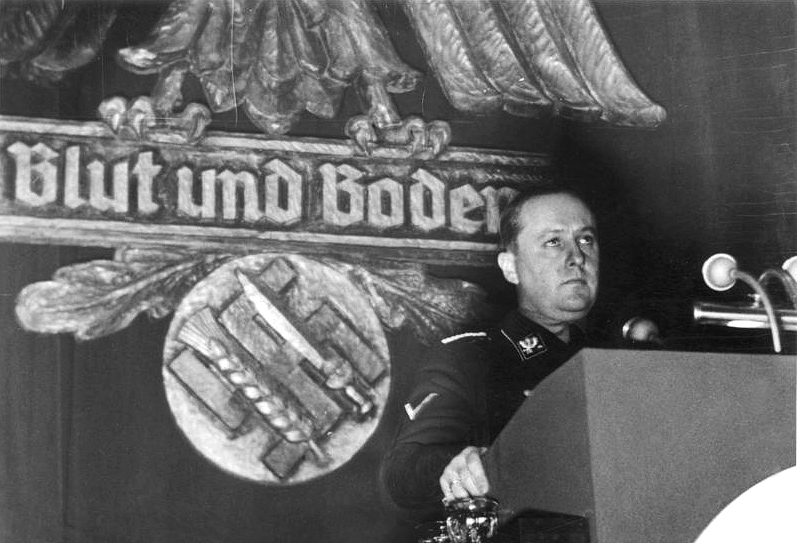
Discours de Walther Darré, ministre de l'Agriculture à Goslar, le 13 décembre 1937.